# 拜占庭飲食
拜占庭飲食是希臘飲食和羅馬飲食的融合。貿易的發展為希臘帶來的香料、糖和蔬菜。 拜占庭帝国的发展和贸易为希腊带来了香料、糖和新蔬菜。拜占庭人的飲食因階級而不同。普通人的主要食品以麵包、蔬菜、豆類和穀物為主。上流階層通過狩獵獲取肉類。市民階級時有攝取豬肉，而羊肉則是限於中上層和上層階級的奢侈品。拜占庭人用牛耕田，因此很少吃牛肉。

## 外部連結
- Byzantine Food on the Web
- Byzantine Foods （页面存档备份，存于）
- Byzantine Cuisine: from Macedonian-Heritage.gr （页面存档备份，存于）